# Schwarzwürger
Der Schwarzwürger (Laniarius leucorhynchus) ist eine Vogelart aus der Familie der Buschwürger (Malaconotidae).
Der Vogel kommt in Afrika vor von Sierra Leone bis Sudan, Uganda und der Demokratischen Republik Kongo und Nordostangola.
Der Lebensraum umfasst dichtes Unterholz im Tiefwald und in baumbestandener Savanne bis 900 m in Liberia und 1400 m in Uganda, gerne undurchdringliches Lianengewirr, Dickicht verschiedener Art, auch Galeriewald, bewaldete Inseln und Ufer. Die Art bevorzugt Wassernähe, auch alte Waldwege.
Der Artzusatz kommt von altgriechisch λευκός leukós, deutsch ‚weiß‘ und altgriechisch ῥύγχος rhynchos, deutsch ‚Schnabel‘.
Der Blutbrustwürger ist ein Standvogel.

## Merkmale
Dieser Würger ist 21–22 cm groß, etwas größer als die anderen schwarzen Buschwürger, das Männchen wiegt 51–57, das Weibchen 44–45 g.
Das Männchen ist tiefschwarz, schwach violett oder blau glänzend, die Oberseite trägt sehr lange, weiche Federn, die Unterseite der Handschwingen ist dunkelbraun. Die Iris ist dunkel rotbraun bis dunkelrot oder auch braun-schwarz. Der sehr wuchtige und ziemlich lange Schnabel ist schwarz; die Beine sind schwärzlich oder dunkel bläulich. Das Weibchen unterscheidet sich lediglich durch weniger Glanz. Jungvögel sind vom Mantel bis zum Bürzel, auf den Flügel und der Brust dunkel schokoladen- bis kastanienbraun, auch ist der Schnabel anfangs weißlich und geht fleckförmig in Schwarz über.
Die Art ist monotypisch.

## Stimme
Der Schwarzwürger singt das ganze Jahr über, auch als Paar im Duett. Der Ruf des Männchens wird als tiefes, hohles Pfeifen von "oooooooooo" über eine Sekunde bis zu einer Folge von 4 Pfeiftönen "oo-oo-woo-woo", lauter werdend beschrieben. Weiter kommen Folgen von 10 Lauten über 2 s, dann nach 1 s Pause wiederholt, schnelle Folgen hohler Pfeiftöne "hohohohohoho..." oder Folgen von bis zu 50 Lauten vor, was an die Perlenralle (Sarothrura pulchra) erinnert. Manchmal antwortet das Weibchen.

## Lebensweise
Die Nahrung besteht hauptsächlich aus Heuschrecken, Schmetterlingen und Mantidae, Zikaden, Käfern, Hautflüglern, Ameisen, Spinnentieren und Schnecken, die dicht am Erdboden oder seltener bis zu 15 m Höhe gesucht werden, einzeln, paarweise oder in Familiengruppen.
Die Brutzeit liegt zwischen Dezember und Januar in Gabun, im Februar, Juni und August in der Demokratischen Republik Kongo und im Juli in Uganda. Vermutlich ist die Art standorttreu. Das Nest ist eine große lockere Struktur auf verschränkten Zweigen, Wurzeln in 2–3 m Höhe in einem Busch. Das Gelege besteht aus 2 Eiern, die vom Weibchen bebrütet werden.

## Gefährdungssituation
Der Bestand gilt als „nicht gefährdet“ (Least Concern).